# Amastus aconia
Amastus aconia là một loài bướm đêm thuộc phân họ Arctiinae, họ Erebidae.